# Yushan, Jian'ou
Yushan är en köping i sydöstra Kina. Den ligger i Jian'ou i staden Nanping i provinsen Fujian, omkring 120 kilometer nordväst om provinshuvudstaden Fuzhou.